# ملعب رالف ويلسون
ملعب رالف ويلسون: هو ملعب لكرة القدم الأمريكية، يقع في إحدى ضواحي مدينة بوفالو، نيويورك. و هذا هو ملعب فريق بوفالو بيلز، المنافس في دوري كرة القدم الأمريكية، يحمل الملعب اسم مؤسس و مالك الفريق الحالي رالف ويلسون الذي كان بدوره لاعباً في الدوري الوطني لكرة القدم الأمريكية.

## صور من الملعب

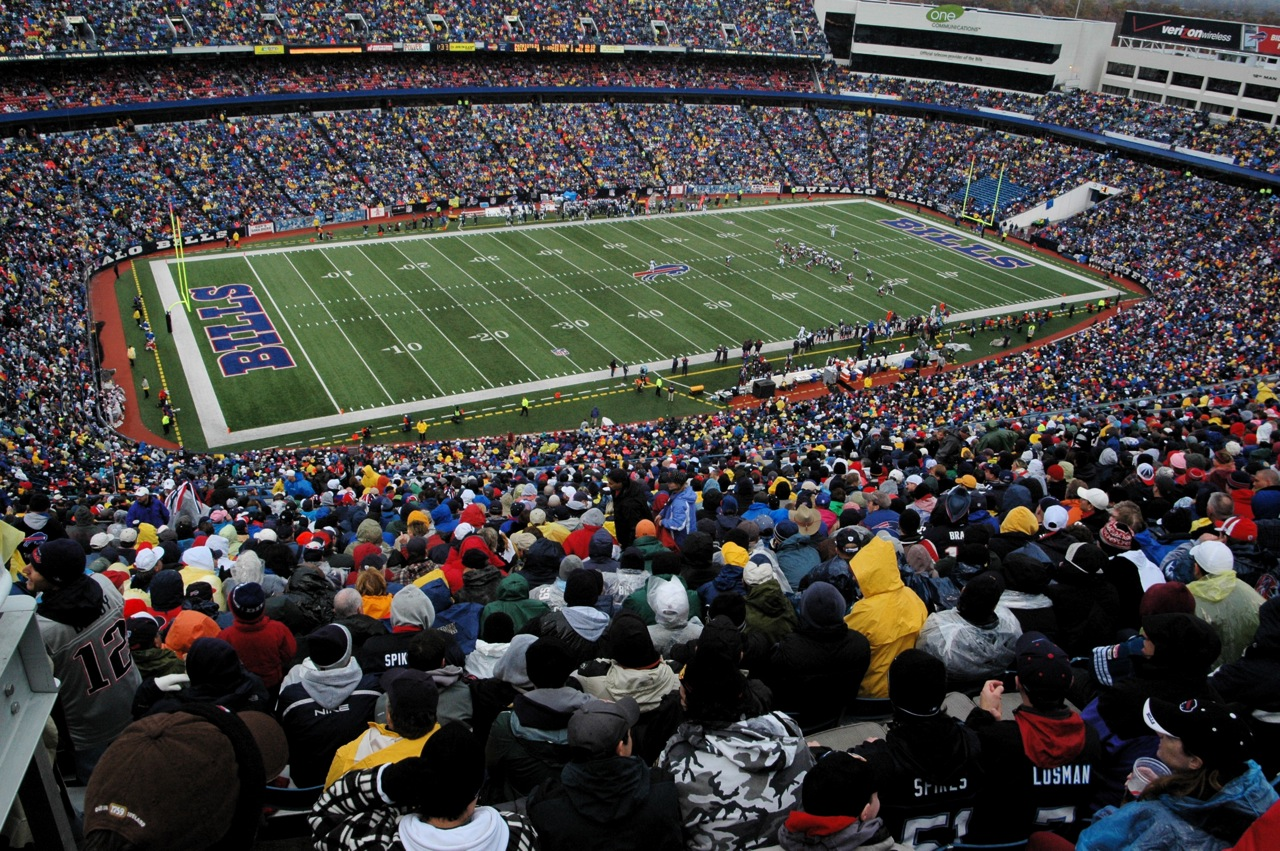
ملعب رالف ويلسون ممتلئ عن أخره بجماهير فريق بوفالو بيلز سنة 2006.
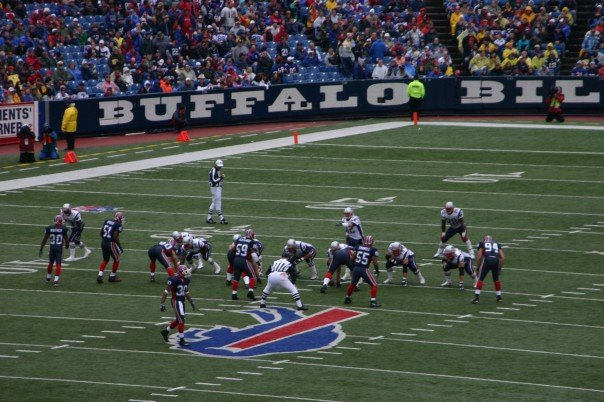
لقطة من مباراة بوفالو بيلز على أرضية الملعب.
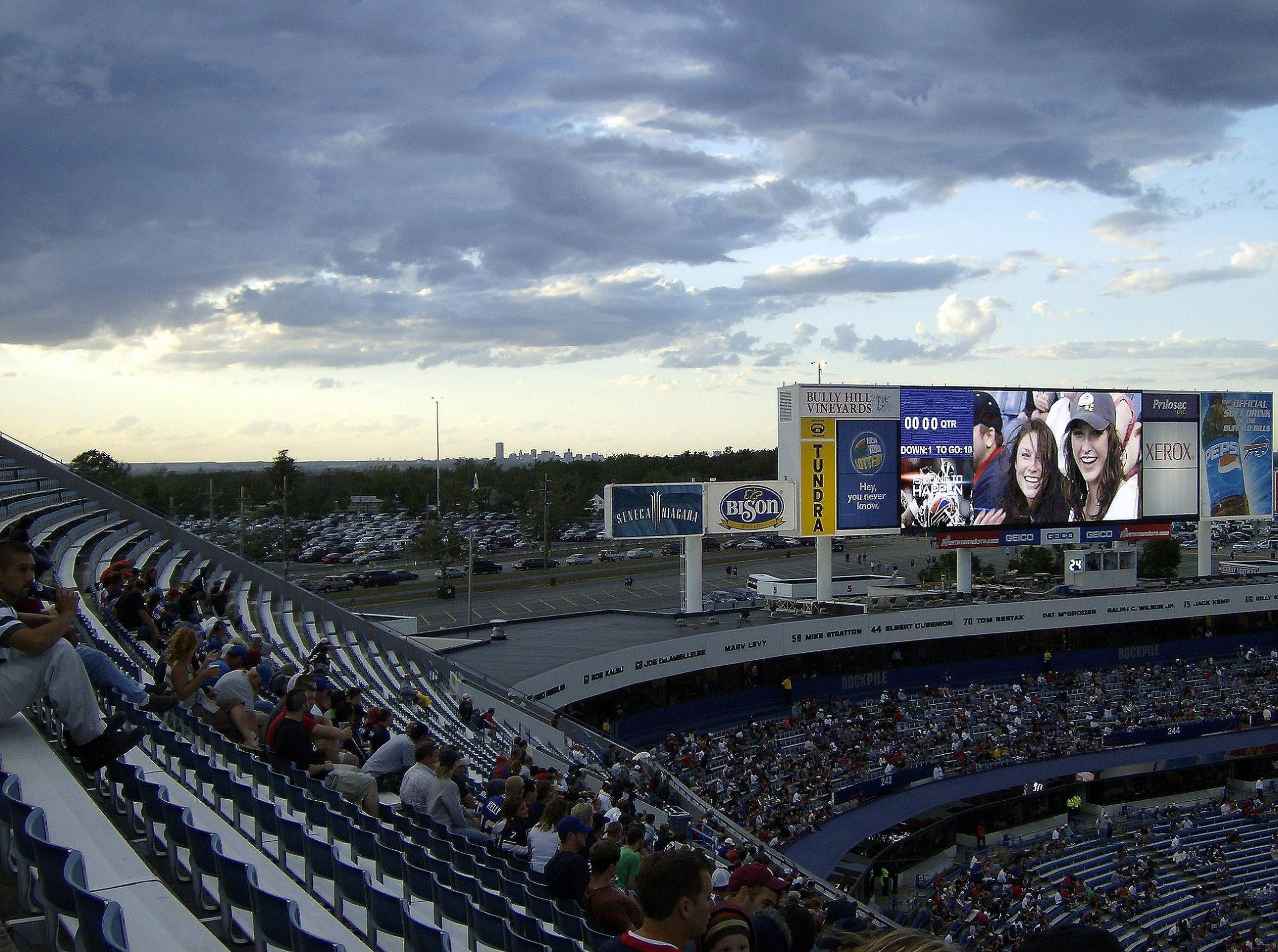
شاشة الملعب العملاقة تظهر فيها مشجعات الفريق على المدرجات و في الخلفية تظهر مدينة بوفالو مغطات بالثلوج.
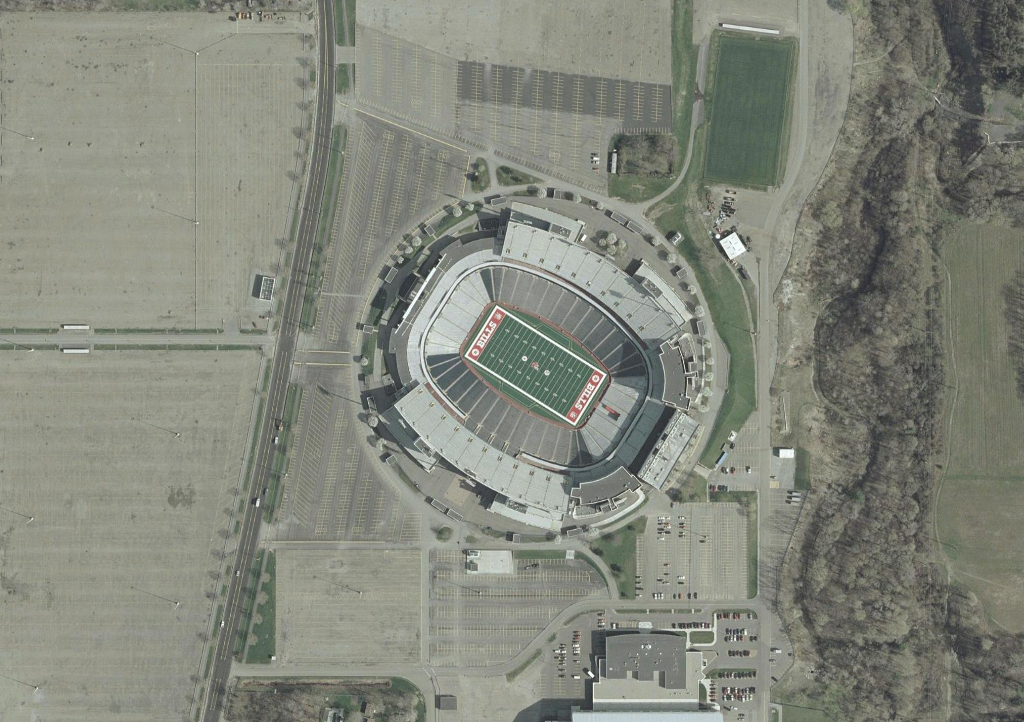
صورة للملعب ملتقطة من الجو.
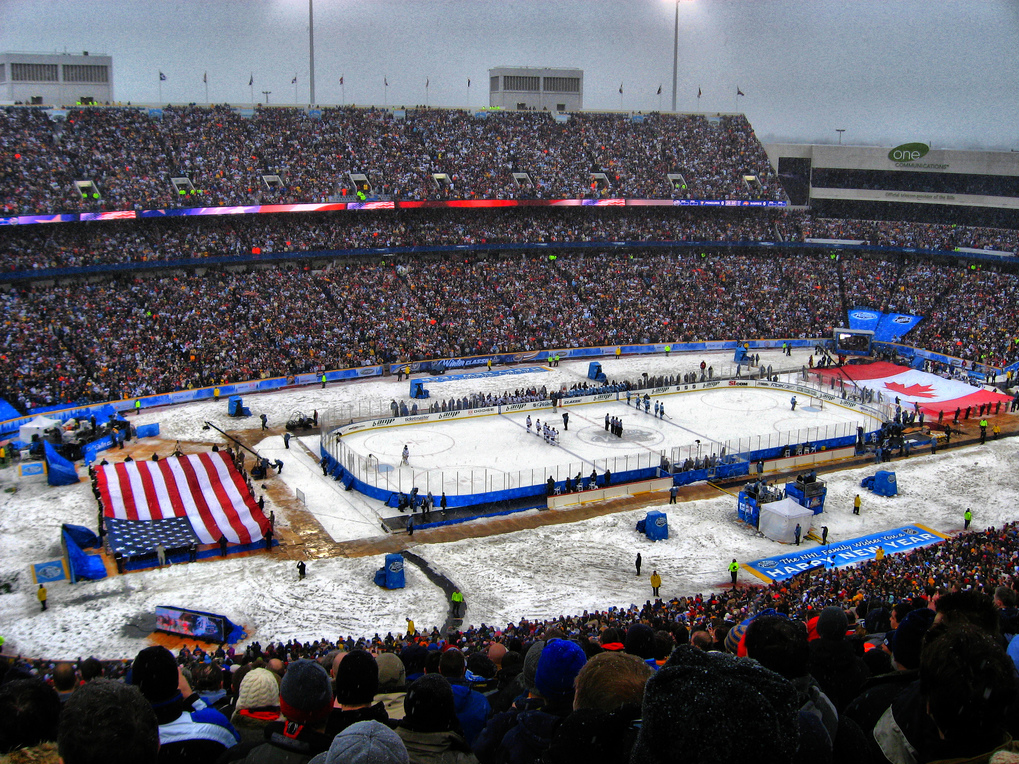
صورة لملعب رالف ويلسون يحتطن مباراة هوكي الجليد بين أمريكا وكندا.
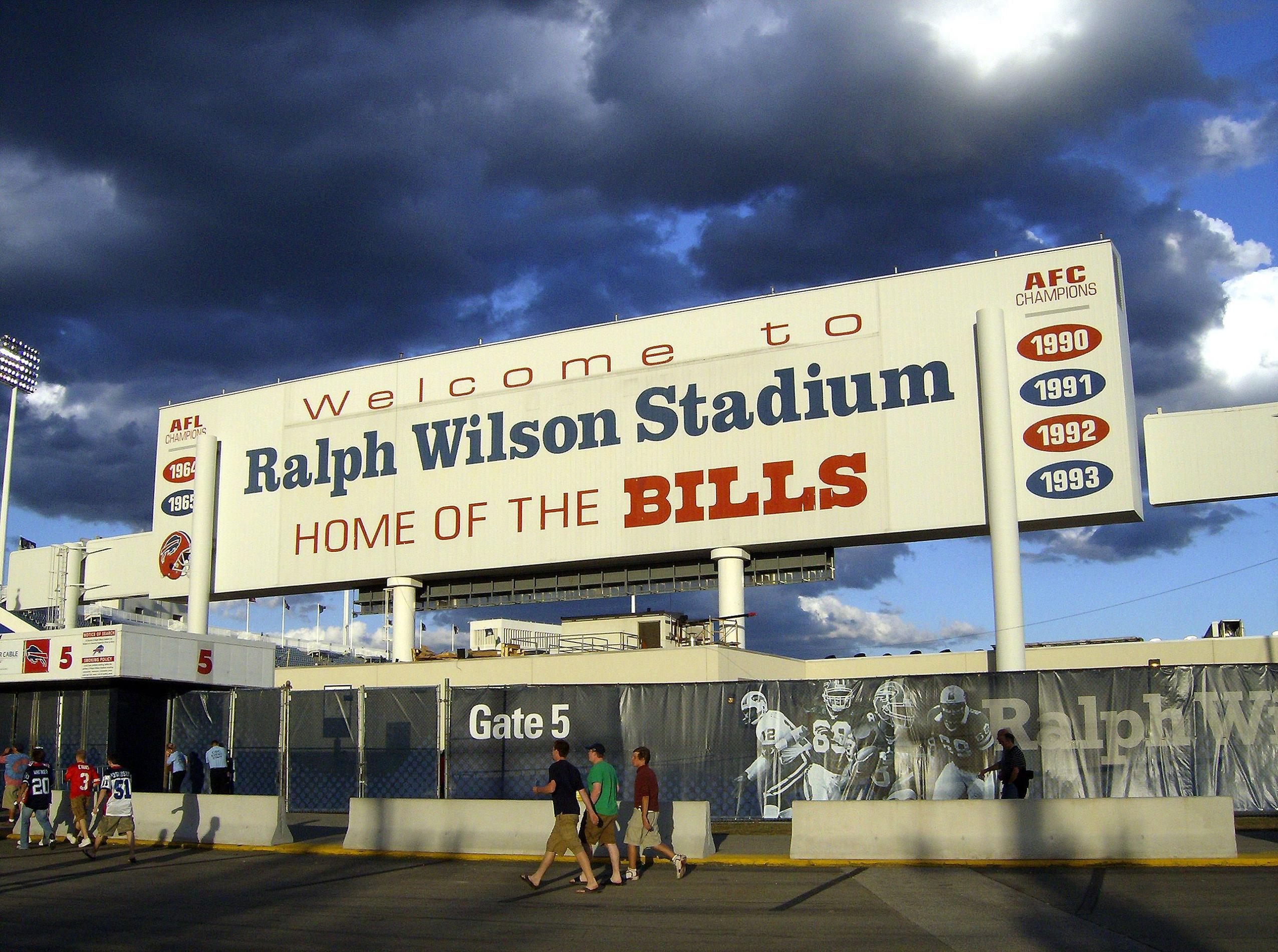
البوابة الخامسة للملعب.